# Epitausa
Epitausa là một chi bướm đêm thuộc họ Erebidae.

## Loài
- Epitausa coppryi (Guenée, 1852)
- Epitausa prona Möschler, 1880